# Charucim
Charucim (hebr. חרוצים) – wieś położona w samorządzie regionu Chof ha-Szaron, w Dystrykcie Centralnym, w Izraelu.
Leży na równinie Szaron, w otoczeniu moszawów Bene Cijjon, Cherut i Miszmeret, oraz kibuców Szefajim, Ga’asz, Jakum i Tel Jicchak.

## Historia
Osada została założona w 1951.

## Kultura i sport
W wiosce jest ośrodek kultury, boisko do piłki nożnej oraz kort tenisowy.

## Gospodarka
Gospodarka wioski opiera się na rolnictwie i sadownictwie.

## Komunikacja
Z wioski wychodzi lokalna droga, która prowadzi na południe do moszawu Bene Cijjon, z którego można jechać dalej na zachód do autostrady nr 2  (Tel Awiw-Hajfa) lub na wschód do drogi ekspresowej nr 4  (Erez-Kefar Rosz ha-Nikra).